# プリニー2 〜特攻遊戯! 暁のパンツ大作戦ッス!!〜
『プリニー2 〜特攻遊戯! 暁のパンツ大作戦ッス!!〜』（プリニー2 とっこうゆうぎ! あかつきのパンツだいさくせんッス!!）は、2010年3月25日に日本一ソフトウェアから発売されたPlayStation Portable用アクションゲーム。
「魔界戦記ディスガイアシリーズ」のキャラクターであるプリニーを主人公としたゲーム『プリニー 〜オレが主人公でイイんスか?〜』の続編。「難し過ぎる」という前作の反省を元に、難易度の調整や、新たな要素の追加が行われている。

2020年11月12日にはNintendo Switch版が配信され、前作と合わせたパッケージ版『プリニー1・2』も発売された。

## ゲームシステム
『プリニー2』での変更点を挙げる。基本システムについては前作を参照。
難易度の変更
「魔界公式ルール」は前作と同じく1回敵に触れるとアウト、「スタンダード」は3回から2回までとなり、新たに追加された「ベビーイージー」は3回まで接触してもセーフな上に、ところどころに落下防止の足場が現れる。いずれの難易度もエンディングに影響はなく、ゲーム中いつでも変更できる。

## あらすじ
プリニー達の雇い主・エトナのパンツが盗まれた。明朝までにパンツを取り戻さなければ、プリニー達がパンツにされてしまうという。プリニー達は犯人である怪盗魔人からパンツを取り返すべく、「暁のパンツ大作戦」を決行するのだった。

## 登場人物

### 本編の登場人物
プリニー
声 - 間島淳司
本作の主人公。ペンギンの姿をしている。
エトナ
声 - 半場友恵
特定の条件を満たすとボスとして戦える。魔界祇園車に搭乗、盆踊りプリニーを排出、太鼓を叩いて攻撃を仕掛けてくる。
ブーケガルニ
「魔風渓谷」にある「お天気センター」にいる妖花族のアルラウネ。男の子。ボス戦では、胞子による浮遊機雷をばら撒きつつ自身もツタを変形させて遠距離攻撃や空中からのドリル攻撃を行う。気絶復帰時にも機雷を撒く。
お花が大好きでいつか自分の花屋が持てるように貯金をしている。お天気センターを花だらけにしたのは彼の仕業。
モーガン
バクチー
ドMのゾンビ。異国の地で途方にくれるマジョラムと冬の波止場で出会い、彼女に総額892億ヘル貢ぎ、結婚まで漕ぎ着けた。
マジョラム
「サンドウィッチパレス」でメカによる帝国を築いているドSの博士（彼女から逃げたモーブ兵曰く「マッドサイエンティスト」）。
バクチーの潤沢な資金で研究に没頭。非常に好戦的で戦闘好きだが、運動オンチで操縦は苦手。今はバクチーを愛しているが、本国に33人のメカ旦那がいる。
ガラム＆マサラ
「サタンランド」にいる悪夢の世界の住人。悪夢のエネルギーを得ることで、自らの魔力を増幅させることが可能だが、両者とも人に悪夢を見せることの快楽に酔っている。
ウコン
行方不明の兄（ターメリック）を連れ戻す為に旅に出た戦士族の少女。「グラビトンフレア」という必殺技を持っている。
終盤では、ガラクター卿に珍品を買い取ってもらおうと「ガラクターマンション」に乗り込むもチリ＆パウ＆ダーと彼女達のキグルミとの戦いに巻き込まれ、飛ばされた。
五香（ウーシャン）
魔海にある5つ星レストラン「魔海のヴォルケノ庵」を一人で切り盛りしている格闘家一族の少女。
時々迷い込む悪魔を用心棒兼相棒のフカヒレ（サメドラゴン）のエサにしている。背が伸びない事が悩み。
ジーグアンロン
チリ＆パウ＆ダー
「邪神の不幸沼」で邪神を召喚しようとしている呪術師一族の三つ子の姉妹。
チリ
三つ子の長女。一人のときと、姉妹と一緒のときでは戦い方が異なり、姉妹と一緒のときは祈祷による電撃攻撃や体力回復といったサポート行動がメインとなる。
パウ
三つ子の次女。祈祷によって、下級霊を呼び出しつつ槍で生贄を攻撃する。
ダー
三つ子の三女。基本的な行動はパウと同じ。
邪神
本名をドゥルヴァルキー。
セージ
剣聖を目指して武者修行中の侍男。「魔界百花殿」で用心棒をしている。異性に興味が無いかのような発言をする。
カラシナ
「魔界百花殿」の主。本体が直接攻撃を行うことはなく、召喚によって呼び出したザコキャラを応援するなど、間接的に攻撃してくる。
満月の夜には創設者の霊が乗り移り、「カラシナ狂い咲き」となるが普段の彼女はそのことを覚えてはいない。限界を超えた酷使によって、彼女の肉体は既に朽ち果てている。
フロン
本編ではプリニー隊の仕掛けた対怪盗魔人（ガラクター卿）の罠に掛かり、正義を愛する心を弄んだ罰としてプリニー隊が入手した珍品を没収しようとした為、戦闘になった。
アサギウォーズでは、プリニーアサギの気合いを入れ直した後、黒杉あさぎのいる会場に乗り込むも捕まり危うく突き落とされそうになったがプリニーアサギが駆けつけた為、難を逃れた。攻撃パターンは本編・アサギウォーズのどちらも同じでホッピングに乗って攻撃を行う。
他にも残機を使い果たしてゲームオーバーになると見られるバッドエンディング『アクションch』にも登場し生き残ったプリニーの存在に気付かず止めを刺した。
スイーツ男爵
前作のラスボス。特定の順番で3つの珍品をゲットすると、フロンの代わりにボスとして登場。今回のパンツの一件とは無関係。
プリニーラハール
特定の順番で3つの珍品をゲットすると、フロンの代わりにボスとして登場。
「獄炎ナックル」「魔王玉」「オレ様インパクト」など、プリニーとは思えない身軽な動きと多彩な攻撃を持ち、その力は今作でも健在だが投げると爆発する。
プリニーアサギ
特定の順番で3つの珍品をゲットすると、フロンの代わりにボスとして登場。朝霧アサギというれっきとした人間タイプのアサギだったが、前作にて自爆死してしまう。今作ではプリニーの姿で登場。アサギウォーズの主人公。他のプリニーやプリニーラハール同様、投げると爆発する。
プリニー隊の台詞によれば、新入りでパンツ捜索隊には入っていないとの事。罪は「身の程知らずの罪」。
モーブ
声 - 里見圭一郎
各ステージにいるザコ敵の代表の一つ。
怪盗魔人
エトナのパンツを盗んだ犯人。同じ悪魔から2個以上の珍品は盗らない。
ガラクター卿
怪盗魔人の正体。本人曰く、「モーブ族一の美男子」。プリニー隊の仕掛けた罠に掛かる。ジョシュアが帰った際、シルクハットが飛ばされプリニーに素顔を見られて、自ら正体を明かしてしまい、プリニーに「アンタが言わなかったら、恐らく永遠にバレなかった」と指摘された。
ダースモーブーには「モーブ族の期待の星」と称され、プリニーには魔界を乗っ取るのが目的と思われていたが本人は魔界征服に興味は無く、「いじめっ子へ復讐」「正義の拳骨制裁」を目的としている。
ジョシュア
怪盗魔人（ガラクター卿）に召喚され間接的に戦闘に参加する魔法の管理人。怪盗魔人を氷のバリアで補助したり「審判の杭」を破壊したりするが、本を読みつつ電話をしながら援護している。
ダースモーブー
キグルミ
ガラクター卿によって思い入れの強い珍品の残存魔力を使用して作られたキグルミ達。姿形はオリジナルと同じだが、色はガラクター・エトナを除いてモノクローム。
ブラックブーケガルニ
攻撃パターンはオリジナルと同じ。
ブラックマジョラム
攻撃パターンはオリジナルと同じ。
ブラックチリ＆ブラックパウ＆ブラックダー
攻撃パターンはオリジナルと同じ。
ブラックガラム＆ブラックマサラ
攻撃パターンはオリジナルと同じ。
ブラックウーシャン
攻撃パターンはオリジナルと同じ。
ブラックセージ
攻撃パターンはオリジナルと同じ。
ブラックプリニー
プリニー達の給料を材料に作られたプリニーのキグルミ達。
各地でイタズラをして回り、本物のプリニー達が濡れ衣を着せられた。ガラクター卿曰く「失敗作」「悪い子」。
ガラクター・エトナ
魔神の力を模した究極のキグルミ。今作のラスボス。キグルミとは別に、ガラクター卿が変化している浮遊コアを攻撃してもダメージを与える事が可能。
能力から性格に至るまでオリジナルと同じらしいがその実は定かではない。魔力の消費は凄まじく、製作期間は他の10倍、寿命は数百分の一だった。

### アサギウォーズの登場人物
シュバルツ
声 - 里見圭一郎
筋肉質の男性。本名はアサギ・シュバルツ・ネイチャー。
アサギ人形
アサギロボを操りパンチ・砲撃・踏みつけ・マジカルバレット弾など多彩な攻撃を繰り出す。
アサギロボとはマンガ喫茶で意気投合し、共にアサギウォーズを戦うことを誓った。
アサギ・ザ・ビートル
オスのカブトムシ。
アサギ・アサマール・アサリンド
声 - 荒井静香
辺境魔界を支配している悪魔のアサギ。
ゾンビアサギ
数多の世界に存在するアサギと呼ばれる者たちの成れの果て。
アサギ8ビット
ドット絵のアサギ。会話は全てピコピコ音である。
黒杉あさぎ
声 - 中村繪里子
対戦時、テーマ曲「アサギ越え（予定）」が流れる。ボス戦では前作の朝霧アサギと同じ攻撃パターンに加え、音符攻撃を行う。
ラスボス戦ではアサギ・Eクロス（後述）に搭乗しプリニーアサギを迎え撃つも敗北。その後、朝霧アサギの変身スーツのファスナーを巧妙に壊し、彼女を死に追いやった張本人である事を自供、自分が主人公になれない世界を消し飛ばそうと自身の後援会に「戦艦良綱」で魔界大気圏内に突入し零距離で主砲発射を命令したが、「戦艦良綱」の弱点である箇所へのプリニーアサギの大砲での特攻により阻止された。その後の去就は不明。
アサギ・Eクロス
黒杉あさぎが搭乗している強襲決戦兵器。アサギウォーズのラスボス。
総制作費100億ヘルで、Eはエクセレントの略。

### 特別編・Vパンツ大作戦の登場人物
アニス
前作のボス。
パプリカ
前作のボス。
バカンスノホシカゲ
前作のボス、星影と同一人物。
ナツ＆メグ
前作のボス。
パンツダイオウ
前作のボス、グルメオーガがVパンツを被った状態。

### その他
パセリ
魔界のトップアイドル。女装男子。フルネームは「パセリ・ラ・パセリ」。
ターメリック
名前のみ登場。
魔王プリエ
「練武の修道院」の一巡目のボスとして登場。
キュロット
名前と声のみ登場。魔王となったプリエを捜索している。
エリンダム
「練武の修道院」のニ巡目以降のボスとして登場。
バール・リボーン
「練武の塔－深淵－」の一巡目のボスとして登場。肉体が再生中のバール。まだ完全ではないものの、上半身の再生は8割方完了している。
プリニーバール
「練武の塔－深淵－」のニ巡目以降のボスとして登場。肉体が破壊され、プリニーの姿になったバール。
プラム
ダウンロード追加ステージのボスとして登場。
プレネールとうさぎさん
残機を使い果たしてゲームオーバーになると見られるバッドエンディング『アクションch』のニュースキャスターとして登場。プレネールは無言のままスタジオで待機、うさぎさんがリポートを一人で進行している。
アサギウォーズの予告編にも登場、アサギウォーズではうさぎさんが司会者として登場。

## ダウンロードコンテンツ
2010年4月16日に配信開始された。
- 2010年4月16日
  - 魔界大根